# Halou
Pentru alte sensuri, vedeți Halo.
Pentru orice alte utilizări ale numelui propriu Aura, a se vedea Aura (dezambiguizare). 

Haloul (adesea numit aură) este un inel luminos, multicolor, care poate apărea pe bolta cerească în jurul Soarelui sau al Lunii în condiții atmosferice propice. Apare din cauza reflexiei sau refracției luminii în cristale de gheață care sunt prezente la nori de mare altitudine. 
Multe sunt aproape de soare sau luna, dar altele sunt în altă parte și chiar în partea opusă a cerului. Ele se pot forma, de asemenea, în jurul luminii artificiale, în vreme foarte rece, atunci când cristalele de gheață numite "praf de diamant" plutesc în aerul din apropiere. 
"Toată apa este înghețată, adică sub formă de cristale hexagonale de gheață. și atunci când turbulentă este puternică, dar turbulentă poate fi atunci când este foarte cald, hexagoanele acestea se mișcă haotic și atunci razele solare nimeresc sub unghiuri diferite. Astfel apare fenomenul optic de halou" (Ilie Boian pentru BBC).

## Tipuri
Există mai multe tipuri de efecte halou. Ele sunt produse de cristalele de gheață din nori cirus mari (5-10 km sau 3-6 mile) în troposfera superioară. Forma specială și orientarea cristalelor este responsabilă pentru tipul de halo observat. Lumina este reflectată și refractată de cristale de gheață și poate împărți în culori, din cauza dispersiei. Cristalele se comportă ca prisme și oglinzi refractare și reflectând lumina soarelui între fețele lor, trimițând arbori de lumina în direcții speciale. 
Halo-ul circular este un disc de difracție cu un chenar roșu pe interior. El are mereu aceeași dimensiune din cauza simetriei hexagonale a cristalelor de gheață. Dacă concentrația de cristale de gheață din atmosferă este mare, atunci haloul este foarte intens și soarele apare înconjurat de încă 2 sau 3 copii, care sunt numiți "câinii de pază ai soarelui". Acestea sunt specifice norilor cirriformi dar este complet pentru norii cirostratus. 
Intensitatea halo-ului depinde de mărimea particulelor de gheață sau apă care le provoacă. Este cunoscut sub numele de "coroana", dar nu trebuie confundat cu gazul subțire luminos împrăștiat care reprezintă coroana proprie a soarelui. 
Fenomenul prevestește în următoarele 48 de ore vreme rea, spun meteorologii, vânt puternic, ploi puternice sau temperaturi înalte.

## A se vedea și
- Halou galactic